# Personificazione

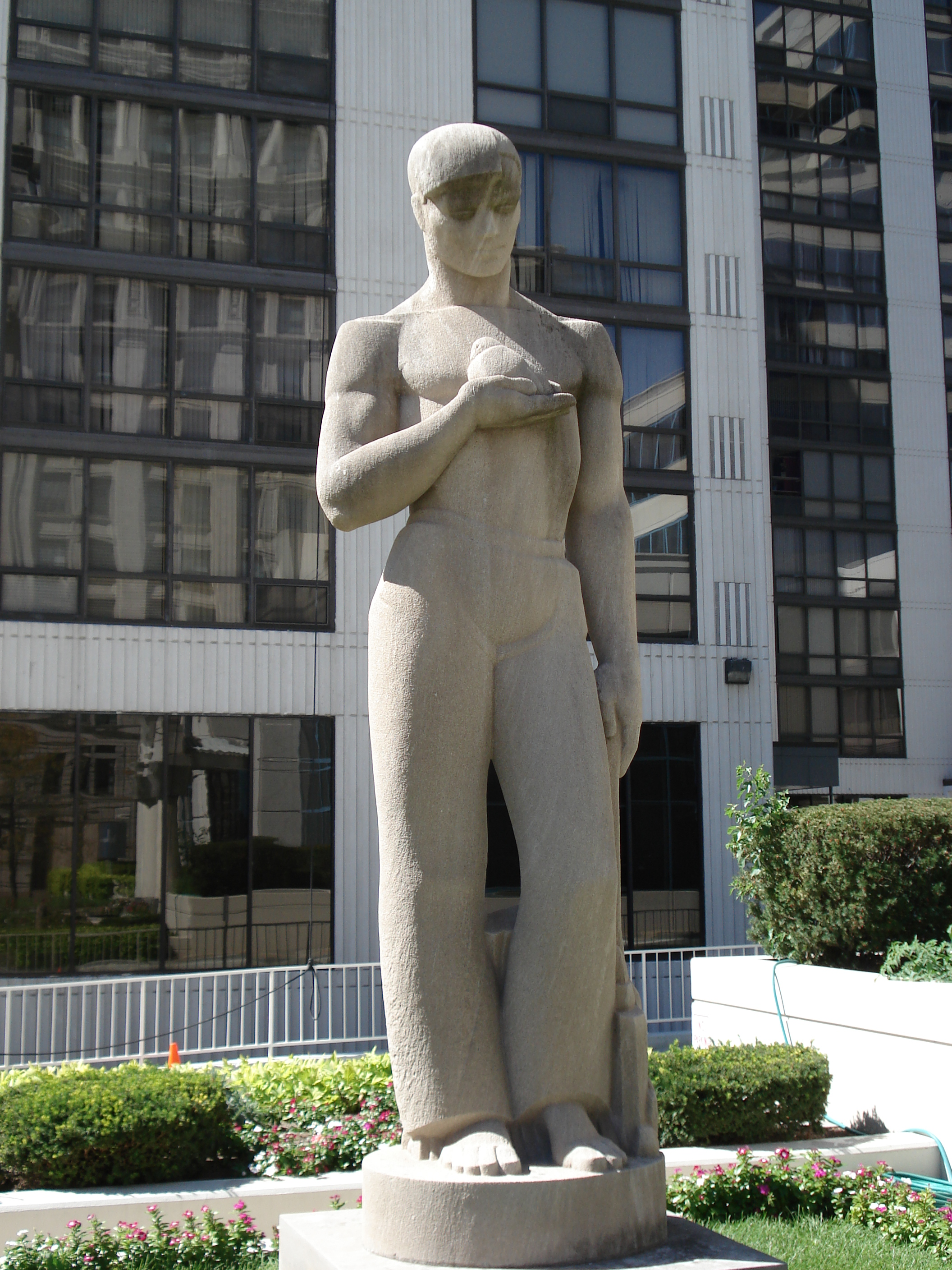
Questa figura maschile ubicata a Peoria (Illinois) rappresenta la personificazione della Pace

La personificazione è una figura retorica che consiste nell'attribuzione di comportamenti, pensieri, tratti (anche psicologici e comportamentali) umani a qualcosa che non lo è. Oggetto di personificazione può essere un oggetto inanimato, un animale, ma anche un concetto astratto, come la pace, la giustizia, la vendetta, ecc.
Per esempio il dio greco Apollo è considerato una personificazione del Sole, la Befana una personificazione dell'inverno, eccetera.